# تیم ملی فوتبال بلیز
تیم ملی فوتبال بلیز نمایندهٔ کشور بلیز در مسابقات بین‌المللی است که زیر نظر فدراسیون فوتبال بلیز فعالیت می‌کند.
اولین بازی رسمی این تیم در تاریخ ۲۹ نوامبر ۱۹۹۵ میلادی در برابر تیم ملی فوتبال السالوادور برگزار شده‌است.